# Easystats
 (avril 2023).

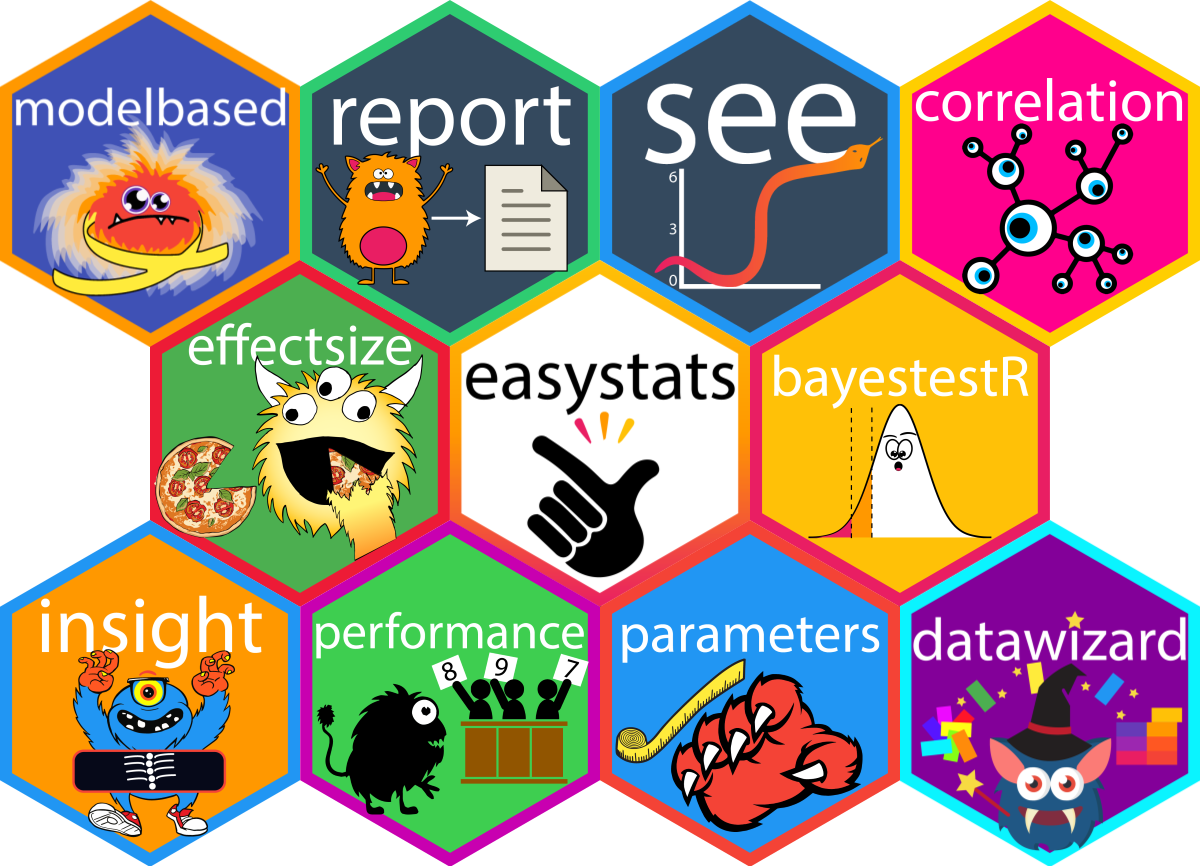
Représentation des packages Easystats.

La collection packages R easystats a été créée en 2019 et comprend principalement des outils dédiés au post-traitement de modèles statistiques,. En mai 2022, les 10 packages composant l'écosystème easystats ont été téléchargés plus de 8 millions de fois et ont été utilisés dans plus de 1000 publications scientifiques,,. Cet écosystème fait l'objet de plusieurs cours statistiques, de didacticiels vidéo et de livres,,,,,,.
L'objectif d'easystats est de fournir un cadre cohérent pour comprendre et communiquer les résultats statistiques. Il est également compatible avec d'autres collections de packages, tels que le tidyverse. Les caractéristiques d'easystats notables incluent son API, avec une attention particulière accordée aux noms des fonctions et des arguments (par exemple, en évitant les acronymes et les abréviations), et son faible nombre de dépendances.

## Histoire
En 2019, Dominique Makowski contacte le développeur Daniel Lüdecke avec l'idée de collaborer autour d'une collection de logiciels en R pour faciliter l'analyse de données pour les utilisateurs sans formation de statistiques ou de programmation. Le premier logiciel de easystats, insight, a été créé en 2019. Le second logiciel, bayestestR, a été créé avec l'aide de Mattan S. Ben-Shachar. Indrajeet Patil and Brenton M. Wiernik sont d'autres membres également responsables de logiciels de la suite.

## Logiciels
L'écosystème easystats contient dix packages semi-indépendants.
- insight : Ce package sert de base à l'écosystème et permet de manipuler les objets d'autres packages R[13].
- datawizard : Ce package implémente certaines fonctionnalités de manipulation de données.
- bayestestR : Ce package fournit des outils pour travailler avec les statistiques bayésiennes[14].
- correlation : Ce package est dédié à l'exécution d'analyses de corrélation[15].
- performance : Ce package permet l'extraction de métriques de performance de modèles statistiques[16].
- effectsize : Ce package calcule des indices de taille d'effet et des paramètres standardisés[17].
- parameters : Ce package est focalisé sur l'analyse des paramètres d'un modèle statistique[18].
- modelbased : Ce package calcule des prédictions basées sur un modèle, ainsi que des moyennes de groupe et des contrastes.
- see : Ce package permet de créer des graphiques avec l'aide de ggplot2[19].
- report : Ce package permet de communiquer des modèles statistiques de manière automatisée.